# Tour du Maroc 2013
Le Tour du Maroc 2013 s'est déroulé du 29 mars au 7 avril, sur un parcours de 1610 kilomètres de Rabat à Casablanca. Cette édition est la 26e de l'histoire de la compétition. La course est remportée par le coureur français Mathieu Perget.

## Présentation

### Parcours
La course se dispute sur un circuit découpé en dix étapes allant de Rabat vers Casablanca pour une distance totale de 1610 kilomètres. Les autres villes-étape sont Larache, Oued Laou, Al Hoceïma, Nador, Oujda, Guercif, Fès, Meknès, Khénifra, Béni Mellal, Marrakech, et El Jadida.

### Équipes
Classé en catégorie 2.2 de l'UCI Africa Tour, le Tour du Maroc est par conséquent ouvert aux équipes continentales professionnelles, aux équipes continentales, aux équipes nationales, aux équipes régionales et de clubs et aux équipes mixtes d'équipes africaines
Seize équipes participent à ce Tour du Maroc - cinq équipes continentales, cinq équipes nationales et six équipes régionales et de clubs :
| Équipes continentales    | Équipes continentales | Équipes continentales |
| Nom de l'équipe          | Pays                  | Code                  |
| ------------------------ | --------------------- | --------------------- |
| Torku Şekerspor          | Turquie               | TRK                   |
| BDC Marcpol              | Pologne               | BDC                   |
| Christina Watches-Onfone | Danemark              | CWO                   |
| Andalucía                | Espagne               | AND                   |
| Vélo Club Sovac          | Algérie               | VCS                   |

| Équipes nationales            | Équipes nationales | Équipes nationales |
| Nom de l'équipe               | Pays               | Code               |
| ----------------------------- | ------------------ | ------------------ |
| Équipe nationale du Maroc     | Maroc              | MAR                |
| Équipe nationale d'Égypte     | Égypte             | EGY                |
| Équipe nationale de Libye     | Libye              | LBA                |
| Équipe nationale de Slovaquie | Slovaquie          | SVK                |
| Équipe nationale de Bahreïn   | Bahreïn            | BRN                |

| Équipes régionales et de clubs | Équipes régionales et de clubs | Équipes régionales et de clubs |
| Nom de l'équipe                | Pays                           | Code                           |
| ------------------------------ | ------------------------------ | ------------------------------ |
| CK Banská Bystrica             | Slovaquie                      | CKB                            |
| Metaltek Knights of Old Racing | Royaume-Uni                    | MKR                            |
| Ruiter Dakkapellen-Wielerteam  | Pays-Bas                       | RDW                            |
| Régionale Vélodrome Maroc      | Maroc                          | RVM                            |
| CMI-Greenover                  | États-Unis                     | CMI                            |
| Jenatec Cycling                | Allemagne                      | JTC                            |

## Étapes
| Étape     | Date      | Villes étapes           |  | Distance (km) | Vainqueur d’étape | Leader du classement général |
| --------- | --------- | ----------------------- |  | ------------- | ----------------- | ---------------------------- |
| 1re étape | 29 mars   | Rabat - Larache         |  | 180           | Essaïd Abelouache | Essaïd Abelouache            |
| 2e étape  | 30 mars   | Oued Laou - Al Hoceïma  |  | 153           | Mathieu Perget    | Mathieu Perget               |
| 3e étape  | 31 mars   | Nador - Oujda           |  | 181           | Morten Høberg     | Mathieu Perget               |
| 4e étape  | 1er avril | Guercif - Fès           |  | 180           | [ 8 ]             |                              |
| 5e étape  | 2 avril   | Fès - Meknès            |  | 120           | Essaïd Abelouache | Mathieu Perget               |
| 6e étape  | 3 avril   | Meknès - Khénifra       |  | 150           | Ahmet Örken       | Mathieu Perget               |
| 7e étape  | 4 avril   | Khénifra - Béni Mellal  |  | 130           | Mateusz Komar     | Mathieu Perget               |
| 8e étape  | 5 avril   | Béni Mellal - Marrakech |  | 198           | Said Bdadou       | Mathieu Perget               |
| 9e étape  | 4 avril   | Marrakech - El Jadida   |  | 198           | Francisco Cantero | Mathieu Perget               |
| 10e étape | 5 avril   | El Jadida - Casablanca  |  | 120           | Soufiane Haddi    | Mathieu Perget               |

## Résultats

### Classement des étapes

#### 1reétape
| # | Équipe            | Pays     | Temps              |
| - | ----------------- | -------- | ------------------ |
| 1 | Essaïd Abelouache | Maroc    | en 4 h 15 min 53 s |
| 2 | Matej Jurčo       | Slovénie | m.t.               |
| 3 | Nabil Baz         | Algérie  | + 7 s              |

| # | Équipe                                    | Pays     | Temps            |
| - | ----------------------------------------- | -------- | ---------------- |
| 1 | Équipe du Maroc de cyclisme sur route     | Maroc    | 18 h 26 min 32 s |
| 2 | Équipe de Slovaquie de cyclisme sur route | Slovénie | m.t.             |
| 3 | Équipe cycliste Vélo Club Sovac           | Algérie  | + 7 s            |

#### 2eétape
| # | Équipe          | Pays       | Temps              |
| - | --------------- | ---------- | ------------------ |
| 1 | Mathieu Perget  | France     | en 5 h 26 min 58 s |
| 2 | Maroš Kováč     | Slovénie   | + 7 min            |
| 3 | Andrey Mizourov | Kazakhstan | m.t.               |

| # | Équipe                                    | Pays     | Temps            |
| - | ----------------------------------------- | -------- | ---------------- |
| 1 | CMI-Greenover                             | France   | 16 h 53 min 17 s |
| 2 | Équipe de Slovaquie de cyclisme sur route | Slovénie | + 7 min 03 s     |
| 3 | Équipe cycliste Vélo Club Sovac           | Danemark | + 8 min 22 s     |

### Classements finals[23]
| Maillot        | Coureur               | Équipe                                |
| -------------- | --------------------- | ------------------------------------- |
| Maillot jaune  | Mathieu Perget        | Equipe CMI Greenover                  |
| Maillot vert   | Essaïd Abelouache     | Équipe du Maroc de cyclisme sur route |
| Maillot à pois | Mathieu Perget        | Equipe CMI Greenover                  |
| Maillot blanc  | Mitchell Lovelock-Fay | Cristina Watches                      |

## Liste des participants
- Liste de départ complète

| Légende                                | Légende                                                                                         | Légende                                | Légende                                                                                                  |
| -------------------------------------- | ----------------------------------------------------------------------------------------------- | -------------------------------------- | --- |
| Num                                    | Dossard de départ porté par le coureur sur ce Tour du Maroc                                     | Pos                                    | Position finale au classement général                                                                    |
| Leader du classement général           | Indique le vainqueur du classement général                                                      | Leader du classement par points        | Indique le vainqueur du classement par points                                                            |
| Leader du classement de la montagne    | Indique le vainqueur du classement de la montagne                                               | Leader du classement des points chauds | Indique le vainqueur du classement des points chauds                                                     |
| Leader du classement du meilleur jeune | Indique le vainqueur du classement du meilleur jeune                                            |                                        | Indique un maillot de champion national ou mondial, suivi de sa spécialité                               |
| #                                      | Indique la meilleure équipe                                                                     | NP                                     | Indique un coureur qui n'a pas pris le départ d'une étape, suivi du numéro de l'étape où il s'est retiré |
| AB                                     | Indique un coureur qui n'a pas terminé une étape, suivi du numéro de l'étape où il s'est retiré | HD                                     | Indique un coureur qui a terminé une étape hors des délais, suivi du numéro de l'étape                   |
| DSQ                                    | Indique un coureur qui a été disqualifié de la course, suivi du numéro de l'étape               | *                                      | Indique un coureur en lice pour le classement du meilleur jeune (coureurs nés après le 1er janvier 1991) |

| Équipe nationale du Maroc MAR     | Équipe nationale du Maroc MAR | Équipe nationale du Maroc MAR |
| --------------------------------- | ----------------------------- | ----------------------------- |
| Num                               | Coureur                       | Pos                           |
| 1                                 | Ismaïl Ayoune (MAR)           | 27e                           |
| 2                                 | Reda Aadel (MAR)              | 28e                           |
| 3                                 | Essaïd Abelouache (MAR)       | 16e                           |
| 4                                 | Anass Aït El Abdia (MAR)*     | 13e                           |
| 5                                 | Soufiane Haddi (MAR)*         | 21e                           |
| 6                                 | Adil Jelloul (MAR)            | 7e                            |
| Directeur sportif : Mohamed Bilal |                               |                               |

| CK Banská Bystrica CKB               | CK Banská Bystrica CKB | CK Banská Bystrica CKB |
| ------------------------------------ | ---------------------- | ---------------------- |
| Num                                  | Coureur                | Pos                    |
| 11                                   | Marek Čanecký (SVK)    | NP-8                   |
| 12                                   | Lukáš Bátora (SVK)     | 34e                    |
| 13                                   | Miroslav Debnár (SVK)  | 66e                    |
| 14                                   | Martin Fraňo (SVK)     | 65e                    |
| 15                                   | Ivan Viglaský (SVK)    | 67e                    |
| 16                                   | Roman Zrelica (SVK)    | 53e                    |
| Directeur sportif : Zusana Vojtasova |                        |                        |

| Metaltek Knights of Old Racing MKO | Metaltek Knights of Old Racing MKO | Metaltek Knights of Old Racing MKO |
| ---------------------------------- | ---------------------------------- | ---------------------------------- |
| Num                                | Coureur                            | Pos                                |
| 21                                 | Robert Orr (GBR)                   | 20e                                |
| 22                                 | Will Fox (GBR)                     | AB-6                               |
| 23                                 | Dexter Gardias (GBR)               | NP-7                               |
| 24                                 | Gruffudd Lewis (GBR)               | AB-10                              |
| 25                                 | Robert Smail (GBR)                 | 30e                                |
| 26                                 | Ben Stockdale (GBR)                | 15e                                |
| Directeur sportif : Thomas Kirk    |                                    |                                    |

| Équipe nationale d'Égypte EGY            | Équipe nationale d'Égypte EGY   | Équipe nationale d'Égypte EGY |
| ---------------------------------------- | ------------------------------- | ----------------------------- |
| Num                                      | Coureur                         | Pos                           |
| 31                                       | Ali Ali Elsayed (EGY)           | AB-6                          |
| 32                                       | Abdul Rahman Abdul Wahab (EGY)* | 68e                           |
| 33                                       | Mohamed Sharif Abdullah (EGY)   | 32e                           |
| 34                                       | Islam Nasser Ragacy (EGY)*      | AB-6                          |
| 35                                       | Rashid Saad Rashid (EGY)*       | AB-6                          |
| 36                                       | Islam Shaban Abbas (EGY)*       | AB-6                          |
| Directeur sportif : Mohammed Abdul Wahab |                                 |                               |

| Ruiter Dakkapellen-Wielerteam RDW    | Ruiter Dakkapellen-Wielerteam RDW | Ruiter Dakkapellen-Wielerteam RDW |
| ------------------------------------ | --------------------------------- | --------------------------------- |
| Num                                  | Coureur                           | Pos                               |
| 41                                   | Joris De Boer (nl) (NED)          | NP-5                              |
| 42                                   | Siebe Bosman (NED)*               | 48e                               |
| 43                                   | Khalid Bounida (MAR)*             | AB-9                              |
| 44                                   | Mick Du Prie (NED)                | 52e                               |
| 45                                   | Bram Imming (NED)                 | 46e                               |
| 46                                   | Roy Pieters (NED)                 | 56e                               |
| Directeur sportif : Abdeslam Bounida |                                   |                                   |

| Torku Şekerspor TRK                | Torku Şekerspor TRK     | Torku Şekerspor TRK |
| ---------------------------------- | ----------------------- | ------------------- |
| Num                                | Coureur                 | Pos                 |
| 51                                 | Andrey Mizourov (KAZ)   | 3e                  |
| 52                                 | Muhammet Atalay (TUR)   | 39e                 |
| 53                                 | Nazim Bakırcı (TUR)     | NP-5                |
| 54                                 | Miraç Kal (TUR) (Route) | NP-5                |
| 55                                 | Ahmet Örken (TUR)*      | 37e                 |
| 56                                 | Serhat Sert (TUR)       | 36e                 |
| Directeur sportif : Mehmet Safakci |                         |                     |

| Équipe nationale de Libye LBA          | Équipe nationale de Libye LBA | Équipe nationale de Libye LBA |
| -------------------------------------- | ----------------------------- | ----------------------------- |
| Num                                    | Coureur                       | Pos                           |
| 61                                     | Fathi Atunsi (LBA)            | 58e                           |
| 62                                     | Hamza Algtaani (LBA)*         | AB-6                          |
| 63                                     | Osama Atia (LBA)*             | AB-6                          |
| 64                                     | Ahmed Belgasem (LBA)          | AB-6                          |
| 65                                     | Abdutli El Agharbi (LBA)      | AB-2                          |
| 66                                     |                               |                               |
| Directeur sportif : Abdussalm Elwadani |                               |                               |

| Régionale Vélodrome Maroc RVM    | Régionale Vélodrome Maroc RVM | Régionale Vélodrome Maroc RVM |
| -------------------------------- | ----------------------------- | ----------------------------- |
| Num                              | Coureur                       | Pos                           |
| 71                               | Salaheddine Mraouni (MAR)*    | 22e                           |
| 72                               | Saïd Bdadou (MAR)*            | 18e                           |
| 73                               | Aimad Bouchtaoui (MAR)        | 43e                           |
| 74                               | Aziz Chaqri (MAR)*            | 47e                           |
| 75                               | Abdennaim El Gourch (MAR)*    | 59e                           |
| 76                               | Lahcen Saber (MAR)            | 26e                           |
| Directeur sportif : Ahmed Rhaili |                               |                               |

| CMI-Greenover CMI                    | CMI-Greenover CMI       | CMI-Greenover CMI |
| ------------------------------------ | ----------------------- | ----------------- |
| Num                                  | Coureur                 | Pos               |
| 81                                   | Mathieu Perget (FRA)    | 1er               |
| 82                                   | Simeon Green (USA)      | 61e               |
| 83                                   | Sébastien Jullien (FRA) | 55e               |
| 84                                   | Conor Ryan (GBR)*       | 57e               |
| 85                                   | Julien Schick (FRA)     | 19e               |
| 86                                   | Guillaume Soula (FRA)   | NP-8              |
| Directeur sportif : Norbert Badoules |                         |                   |

| BDC Marcpol BDC                               | BDC Marcpol BDC           | BDC Marcpol BDC |
| --------------------------------------------- | ------------------------- | --------------- |
| Num                                           | Coureur                   | Pos             |
| 91                                            | Adam Pierzga (POL)        | AB-6            |
| 92                                            | Kacper Gronkiewicz (POL)* | 41e             |
| 93                                            | Mateusz Komar (POL)       | 17e             |
| 94                                            | Jarosław Kowalczyk (POL)* | 10e             |
| 95                                            | Eryk Latoń (POL)*         | AB-6            |
| 96                                            | Damian Walczak (POL)      | 12e             |
| Directeur sportif : Grzegorz Gronkiewicz (pl) |                           |                 |

| Christina Watches-Onfone CWO              | Christina Watches-Onfone CWO | Christina Watches-Onfone CWO |
| ----------------------------------------- | ---------------------------- | ---------------------------- |
| Num                                       | Coureur                      | Pos                          |
| 101                                       | Sebastian Balck (SWE)        | 4e                           |
| 102                                       | Daniele Aldegheri (ITA)      | 9e                           |
| 103                                       | Jordan Kerby (AUS)*          | 40e                          |
| 104                                       | Mitchell Lovelock-Fay (AUS)* | 11e                          |
| 105                                       | Morten Høberg (DEN)          | 35e                          |
| 106                                       | Frederik Wilmann (NOR)       | AB-6                         |
| Directeur sportif : Henrik Norskov Jensen |                              |                              |

| Andalucía AND                           | Andalucía AND                        | Andalucía AND |
| --------------------------------------- | ------------------------------------ | ------------- |
| Num                                     | Coureur                              | Pos           |
| 111                                     | Francisco Clavijo García (ESP)       | 63e           |
| 112                                     | Francisco Luis Anguita Cabello (ESP) | 64e           |
| 113                                     | Antonio Cabello (es) (ESP)           | 25e           |
| 114                                     | Francisco Cantero (ESP)              | 14e           |
| 115                                     | Daniel Jimenez Duran (ESP)*          | AB-9          |
| 116                                     | Eloy Ruiz (en) (ESP)                 | 6e            |
| Directeur sportif : Juan Caro Dominguez |                                      |               |

| Équipe nationale de Slovaquie SVK | Équipe nationale de Slovaquie SVK | Équipe nationale de Slovaquie SVK |
| --------------------------------- | --------------------------------- | --------------------------------- |
| Num                               | Coureur                           | Pos                               |
| 121                               | Roman Broniš (SVK)                | 29e                               |
| 122                               | Róbert Gavenda (SVK)              | 54e                               |
| 123                               | Matej Jurčo (SVK)                 | 5e                                |
| 124                               | Michal Kolář (SVK)*               | 33e                               |
| 125                               | Maroš Kováč (SVK)                 | 2e                                |
| 126                               | Martin Mahďar (SVK)               | 8e                                |
| Directeur sportif : Ján Valach    |                                   |                                   |

| Vélo Club Sovac VCS                | Vélo Club Sovac VCS             | Vélo Club Sovac VCS |
| ---------------------------------- | ------------------------------- | ------------------- |
| Num                                | Coureur                         | Pos                 |
| 131                                | Abderrahmane Hadj Bouzit (ALG)* | 50e                 |
| 132                                | Nabil Baz (ALG)                 | 23e                 |
| 133                                | Mouadh Betira (ALG)*            | 62e                 |
| 134                                | Abdesalam Dahmane (ALG)*        | 31e                 |
| 135                                | Mustapha Droueche (ALG)*        | 42e                 |
| 136                                | Abderrahmane Hamza (ALG)*       | 60e                 |
| Directeur sportif : Redouane Hamza |                                 |                     |

| Équipe nationale de Bahreïn BRN                  | Équipe nationale de Bahreïn BRN | Équipe nationale de Bahreïn BRN |
| ------------------------------------------------ | ------------------------------- | ------------------------------- |
| Num                                              | Coureur                         | Pos                             |
| 141                                              | Sayed Ahmed Khalil Alawi (BRN)  | 38e                             |
| 142                                              | Ayoob Ismail Isa (BRN)*         | AB-6                            |
| 143                                              | Ali Hassan Jawad (BRN)          | 45e                             |
| 144                                              | Mansoor Moh'd Mansoor (BRN)     | 44e                             |
| 145                                              |                                 |                                 |
| 146                                              |                                 |                                 |
| Directeur sportif : Mohamed Fadhel Abbas Ebrahim |                                 |                                 |

| Jenatec Cycling JTC                   | Jenatec Cycling JTC   | Jenatec Cycling JTC |
| ------------------------------------- | --------------------- | ------------------- |
| Num                                   | Coureur               | Pos                 |
| 151                                   | Erik Bothe (GER)*     | 24e                 |
| 152                                   | Pascal Diemar (GER)*  | 49e                 |
| 153                                   | Eric Metzke (GER)*    | 51e                 |
| 154                                   | Patrick Renner (GER)* | AB-6                |
| 155                                   | Florian Wille (GER)   | AB-6                |
| 156                                   |                       |                     |
| Directeur sportif : Andreas Petermann |                       |                     |